# Sistemas de filtragem de informação
Um sistema de filtragem de informação é um sistema que remove informação redundante ou não desejada de um fluxo (stream) de informações retornadas através de métodos computacionais automatizados ou semi automatizados antes de sua apresentação ao usuário humano.  Seu objetivo principal é a gestão da sobrecarga de informação e incremento da relação semântica. Para isso o perfil do usuário é comparado com algumas características de referência. Estas características podem se originar a partir do item de informação (abordagem baseada em conteúdo) ou ambiente social do usuário(abordagem de filtragem colaborativa).
A gama de métodos de máquina utilizada baseia-se nos mesmos princípios para a extração de informações. Uma aplicação notável pode ser encontrada no campo dos filtros de spam. Desta forma não somente a sobrecarga de informações necessita filtragem, mas também o fluxo de informações maliciosas.
No nível de apresentação , filtragem de informação toma a forma de feeds de notícias baseadas nas preferências de usuários.
Sistema de recomendação são os sistemas que de forma ativa tentam apresentar/filtrar itens de informação(filmes, música, livros, notícias, páginas web) que o usuário está interessado em assistir, comprar, ler, escutar. Sistemas de recomendação normalmente usam filtragem baseada em conteúdo ou filtragem colaborativa(social). Apesar disso, as duas abordagens podem também ser utilizadas em conjunto. Os sistemas híbridos que seguem esta abordagem baseiam-se na ideia de que o uso conjuntos dessas duas técnicas podem gerar melhores resultados para os usuários. .